# Авиньонска школа
Авиньонската школа (на френски: École d’Avignon) е провансалска художествена школа, развиваща се в Авиньон през 14 – 15 век, изиграла важна роля във формирането на френската живопис.

## Авиньон в годините на авиньонското пленничество на папите
В началото на 14 век Авиньон не следва да се счита изостанал град: през 1303 г. папа Бонифаций VIII основава тук университет. Превръщането на града в християнска столица започва едва след преместването в Авиньон на папската курия във връзка с т. нар. „Авиньонско пленничество“ на папите. След това значението на града израства до нивото на водещите европейски столици – Лондон, Париж, Барселона, Неапол и Прага. Много прелати и светски аристократи построяват за себе си разкошни резиденции. Един от недобре съхранените до наши дни образци за такава постройка е главната сграда Пти Пале (Малкият дворец), намираща се на площада пред Папския дворец. Принадлежала е на кардинал Арно дьо Виа, а след неговата смърт, от 1335 г. служи за епископски дворец. Сега в него се разполага забележителна колекция от старинна италианска и френска живопис. На мястото на старите градски църкви са издигнати нови величествени храмове.
От 1337 до 1453 г Франция е в Стогодишната война. Авиньон е встрани и не пострадва от тези събития, но трябва да бъдат издигнати нови градски стени в града, за да се предпази от бившите военни наемници, които плячкосват в добре охранения Прованс. През 1334-1342 г. е издигнат нов папски дворец, приличащ повече на крепост. След края на Авиньонския плен и връщането на папската курия в Рим през 1377 г. антипапите използват този дворец като своя резиденция. Стените на стаите и залите на двореца са изрисувани от международна група художници, които се втурват към Авиньон по време на строителния бум.
Първоначално голям център на изкуството съществува в Авиньон и Прованс от около 1330 г. до началото на 15 век, но за живописна школа в Авиньон може да се говори едва във връзка с 15 век. През 14 век това е артистичен център, генериран изключително от исторически обстоятелства: разцветът на живописта в Авиньон се дължи на присъствието на папския двор тук. Авиньонският плен на папите продължава от 1326 до 1367 г. По това време Авиньон се превръща в един от основните центрове на европейската култура, където се събират интелектуалци и художници от всички страни. През 14 век водеща живописна школа е Сиенската, затова при папския двор са поканени сиенските майстори Симоне Мартини, Майсторът на кодекса на св. Георги, а после и Матео Джованети, който става придворен папски художник и работи в папския дворец и в манастира Вилньов през 1343 – 1367 г. Техническите знания и реалистичните склонности на италианците се срещат тук с декоративния вкус и куртоазния дух на французите.
Стенописите на неизвестни художници Лов и Риболов (1342 г., Гвардейска кула) са несъмнено плод на колективно творчество и сливане на две естетики. Но Авиньон не е само място за срещи на художници от различен произход. Оттук италианските идеи се разпространяват на север, тук се създават първите елементи на Международната готика. По време на Великата схизма (1378-1418 г.) живописта в Авиньон се поддържа от традицията. От този период са оцелели само фрагменти: фрески в църквата Сен Дидие в Авиньон, изпълнени под влиянието на флорентински майстори; фрески на къщата на Соргес (сега - Авиньон, Пти Пале), създадени от френски художници в имитация на стенописите на кулата Гард Роб или как Жак Иверни твори по станалия вече архаичен по онова време маниер на Международната готика.
След завръщането на папския двор в Рим Авиньон губи своето значение. На границата на XIV-XV век тук работят само няколко художници, чието значение надхвърля чисто местните граници. Но до 40-те г. на 15 век Прованс отново дава на Франция велики майстори, които написват нова глава в историята на френското изкуство.

## Авиньонска школа през 15 век
Към средата на 15 век може да се говори за истинска школа, макар че следва да се счита общопровансалска, а не само авиньонска. В периода на политическа стабилност и разцвет, способстващ за обновление на изкуството, топлият и сит Прованс, оставащ настрана от опустошителните войни, приема и обединява художници, дошли от севера. Подемът на търговията създава нов художествен пазар и нова многочислена клиентела, не само църковна, но търговска и финансова. Разцветът на Авиньонската школа идва по време на управлението на Рене Добрия, крал от Анжуйската династия, който е човек с творчески ум. Освен че изпълнява кралските си задължения, Рене е и поет, голям естет, познавач и колекционер на изкуството, а в свободното си време от време на време рисува. По едно време дори се смята, че ценни ръкописи от колекцията му са илюстрирани от самия него. Рене е заобиколен от художници, които го придружават в пътуванията му, и до голяма степен творческата атмосфера, която цари в Прованс, е резултат от управлението на такава забележителна личност.

Първият шедьовър на Авиньонската школа се появява около 1443 г.. Това е известното Благовещение от Екс (Екс ан Прованс, църква „Сен Мари Мадлен“). Тази работа показва основните характеристики, присъщи на Школата в Авиньон: строга композиция, опростени обеми, вкус към силно осветление, което подчертава масите. Картината оказва бързо и същевременно трайно влияние върху художествения процес в Прованс. Творбите на Гийом Домбе и неговата работилница, както и Булбонският олтар (ок. 1457 г., Париж, Лувър) и Пиета от Тараскон (ок. 1456 г., Париж, Музей „Клюни“), създадени от неизвестни художници, дължат на „Благовещението от Екс“ за техните видове, модели и цвят. В допълнение, тази картина вдъхва на всички провансалски художници вкус към широта и монументалност, обезсмисляйки обичайната нидерландска елегантност. Така художници от различни страни разработват общ стил. Този нов стил се появява най-ясно в средата на века, в произведения като „Пиета“ от Вилньов ле Авиньон, приписвана на Ангеран Картон. През този период Авиньон отново става главният френски артистичен център. От архивни документи се знае за голям брой художници и създадените от тях картини, които, за съжаление, не са оцелели до наши дни. Центърът на изкуството в Авиньон, възникнал на кръстопътя на търговски и културни пътища, поддържа постоянен контакт както със севера (Бургундия, Париж, Фландрия), откъдето идват повечето художници от школата на Авиньон, така и със средиземноморските региони (Неапол, Сицилия, Испания), където през този период могат да се намерят подобни форми и същия дух (това взаимно влияние може да е улеснено от завръщането на крал Рене от Неапол в Прованс през 1442 г.). Влиянието на Авиньонската школа през този период е от най-широк характер. В допълнение към добре известни имена, голям брой произведения все още са изброени за неизвестни, анонимни майстори.
През 1470-те г. в Прованс, както и в цяла Северна Европа, се разпространява вълна от нидерландско влияние, подкрепяно по-специално от крал Рене, който е страстен любител на холандската живопис. Художниците (Никола Фроман, както и анонимният автор на Олтара на Перюси, който имитира формите и видовете на северната живопис, въпреки те запазват твърдия стил, присъщ на Провансалската школа. През последните две десетилетия на 15 век, едно ново поколение, много по-свободно и независимо от холандското влияние, възкресява великата провансалска традиция от средата на века, паметта за която се оказва много упорита. Художниците Шангине, Лиферинкс и Дипре продължават творческото търсене на Майстора на Благовещението от Екс и Ангеран Картон; фигурите възвръщат загубената си монументалност, формите отново стават геометризирани и подчертани от осветлението. В самия край на 15 век Прованс е в центъра на други влияния, особено активни от Северна Италия (Лигурия , Пиемонт, Ломбардия). През този период северноиталианските и провансалските училища все още не са загубили вътрешната си енергия на развитие, но от началото на 16 век Прованс в своето художествено развитие започва да изостава Италиански ренесанс, чужд му по дух. Поклонението към Младенеца (Авиньон, Музей „Калве“) е единственият пример за използване на уроците на Леонардо да Винчи. Тази картина символизира всъщност края на Авиньонската школа, която през 16век става напълно провинциална и е далеч от иновативните тенденции.

### Два триптиха на Никола Фроман

#### Възкресението на Лазар
Този триптих се счита за доказателство, че Фроман през 1460 – 61 г. живее в Нидерландия и принадлежи към кръга от художници около Рогир ван дер Вейден. Произведението има подпис на художника и дата – 18 май 1461 г. На въпроса откога тази творба се намира във Флоренция (сега тя е в галерия Уфици), учените само предполагат, че Никола Фроман през 1460 – 61 г. пътува до Италия, където я е нарисувал. По-късно при по-щателно изследване се прояснява следната ситуация. Триптихът е поръчан на художника от Франческо Копини, който е папски легат в северните страни от 1459 до 1462 г. Копини се връща в Италия с този триптих, а впоследствие, изхождайки от някакви политически причини, го подарява на управителя на Флоренция – Козимо Медичи, който до своята смърт през 1464 г. предоставя триптиха на францисканския „Конвенто дел Боско“ в Мугело, където той се пази до XVIII в.
Стилът на това произведение е близък до маниера на Рогир ван дер Вейден. Рисунакът е ъгловат, готически, а в самите сцени се усеща пренасищане с хора и предмети, характерно за младите художници, желаещи да демонстрират, че те могат да изобразят всичко. Лицата на персонажите са типизирани и изглеждат почти еднакви. В левия горен ъгъл е изобразен млад човек, чието лице някои учени считат за автопортрет на Никола Фроман. На страничните панели на олтаря са изобразени сцени от Марта известява Христос за смъртта на Лазар и Мария Магдалена измива краката на Христос.

#### Триптих „Горящата, но не изгаряща къпина“
Триптихът се явява връх в творчеството на Никола Фроман. Той е създаден петнадесет години след Възкресението на Лазар, а промяната в творческия подход на Фроман е поразителна. Тук той се отказва от ъгловатия маниер на изписване и под явното влияние на произведенията от авиньонската школа, синтезиращи италиански и нидерландски елементи, създава удивително произведение с фантастичен сюжет. Реалистичните пози на персонажите с меко падащи тъкани на дрехите. Триптихът е поръчан от крал Рене Анжу, затова на страничните панели е изобразен като донатор крал Рене, така и неговата втора съпруга Жана дьо Лавал. Каноничният контекст на преданието е затова, как на Моисей в горящата къпина се явява сам Яхве, изменението тук е в съответствие с традициите на късното Средновековие (разпространението на култа към Дева Мария) на Моисей се явява не Яхве, а Богородица с младенеца. Младенецът държи в ръка огледало, в което се отразяват той самия и Мария. В десния долен ъгъл е изобразен потресения Мойсей, а в левия ъгъл ангел, с успокояващ жест към пророка. В центъра на композицията равнодушно пасат овце и кози, невиждащи нито горящата къпина, нито ангела. Картината е изпълнена със символи, както е прието в готическата живопис в периода на нейния разцвет. 
Освен тези две забележителни творби на Никола Фроман се приписва произведението: „Диптих на Матерон“ с изображение на Рене Анжу и Жана дьо Лавал, поръчан за крал Рене от неговия приятел Жан Матерон (Париж, Лувър).

### Книжни миниатюри на Бартелеми д’Ейк
Изследователите отбелязват, че миниатюрата, която се приписва на четката на художника на крал Рене, е удивителна по своето високо качество, а стилът е строго индивидуален. Два манускрипта, илюстрирани със същия стил са в колекцията на крал Рене, третият е в колекцията на Мария Люксембургска. Четвъртата книга, в която изследователите познават ръката на този майстор – това е знаменития Пребогатия часослов на херцог дьо Бери, към късните миниатюри на който вероятно, Бартелеми д’Ейк има участие.
- Илюстрации
- Бартелеми д’Ейк(?) Пребогатият часослов на херцог дьо Бери. Миниатюра за „Декември“. Шантии, музей Конде
- Миниатюра от „Книга на турнирите“ на крал Рене.
 ок. 1460 г. Париж, Национална библиотека
- Миниатюра от книга „Книга за любовта“ 1460 – 67 г.
 Виена, Национална библиотека
- Миниатюра от „Тезеида“ на Бокачо. ок. 1470 г. Виена, Национална библиотека

Йос Лиферинкс е последният голям майстор от Авиньонската школа. До този момент, като изследователят на неговото творчество Чарлз Стърлинг аргументирано обединява няколко различни произведения под името на Лиферинкс, това са седем картини от живота на св. Себастиан.

## Художници
- Симоне Мартини (Сиенска школа) (ок. 1284 – 1344)
- Матео Джованети (Сиенска школа) (док. 1322 – 1368)
- Майстор на кодекса на св. Георги (Сиенска школа)
- Жак Иверни (док. 1411 – 1435)
- Майстор на Благовещението от Екс
- Бартелеми д’Ейк (ок. 1420 – сл. 1470)
- Ангеран Картон или Ангеран Шаронтон (ок. 1415 – ок. 1466)
- Гийом Домбе (док. 1414 – 1461)
- Никола Фроман (ок. 1460 – 23 дек. 1484)
- Жан Шанжене (док. 1485 – 1493)
- Йос Лиферинкс (док. 1493 – 1508)
- Никола Дипър (док. 1495 – 1532)

## Подобни
- Венецианска школа по живопис
- Болонска школа по живопис
- Сиенска школа по живопис
- Ферарска школа по живопис
- Флорентинска школа по живопис
- Лукано-пизанска школа по живопис
- Урбинска школа по живопис